# Ian Kershaw
Ian Kershaw (Oldham, 29 aprile 1943) è uno storico britannico.
È conosciuto soprattutto per i suoi studi sulla seconda guerra mondiale, su Adolf Hitler e sul nazismo. Autore di una biografia di Hitler in due volumi, è considerato uno dei maggiori esperti sul tema.

## Biografia
Ian Kershaw è nato nel 1943 a Oldman, nel Lancashire, figlio di un tecnico della Royal Air Force. Compì gli studi superiori a Liverpool e in seguito il dottorato a Oxford. Inizialmente orientato sulla storia medievale, si rivolge successivamente alla storia sociale tedesca. Nel 1983 è professore in visita presso l'Università di Bochum. Nel 1989 è nominato professore titolare all'Università di Nottingham e successivamente professore di storia moderna all'Università di Sheffield. Attualmente è membro della British Academy, della Royal Historical Society, del Wissenschaftskolleg di Berlino e della Fondazione Alexander von Humboldt di Bonn.

## Ricerca
Ian Kershaw è il principale discepolo di Martin Broszat, storico tedesco strutturalista specializzato nello studio del nazismo. Sebbene Kershaw sia stato in disaccordo con il maestro su alcuni punti, ne riprende in larga misura le conclusioni ed i metodi di lavoro.
Kershaw si è mostrato in disaccordo con la tesi del "dittatore debole", ovvero che Hitler sarebbe stato un attore relativamente poco importante nella storia del Terzo Reich. Tuttavia, riprende l'idea secondo cui Hitler non svolgeva un ruolo centrale nell'organizzazione quotidiana del Reich, indicando piuttosto la figura di un "dittatore pigro" (lazy dictator). Secondo questa visione, però, Hitler non è una pedina ed è invece indispensabile alla costruzione della dittatura. Rimane distante sia dalla teoria liberale, che contrappone la società ed i governi tradizionali al regime nazista e che vede Hitler come un uomo di "rottura", sia dalla teoria marxista, che interpreta Hitler come una pedina ed individua le cause dell'ascesa del regime nello Stato e nella classe dirigente dell'industria tedesca.
I suoi studi si sono rivolti anche al concetto di totalitarismo, attraverso il confronto tra le specificità del nazismo e dello stalinismo, ed ha tentato un superamento di questa categoria attraverso il concetto di "potere carismatico", ispirandosi alla nozione di carisma sviluppata da Max Weber.

## Opere
- Bolton Priory. The Economy of a Northern Monastery, Oxford, 1973.
- "The Persecution of the Jews and German Popular Opinion in the Third Reich", in Yearbook of the Leo Baeck Institute, Volume 26, 1981, pp. 261–289.
- Popular Opinion and Political Dissent in the Third Reich. Bavaria, 1933–45, Oxford, 1983, 2002, ISBN 0-19-821922-9
- The Nazi Dictatorship. Problems and Perspectives of Interpretation, London, 1985 - IV ed., 2000, ISBN 0-340-76028-1.
  -  Che cos'è il nazismo? Problemi interpretativi e prospettive di ricerca, traduzione di Giovanni Ferrara degli Uberti, Collana Nuova Cultura, Torino, Bollati Boringhieri, 1995, ISBN 978-88-339-0942-4. - Collana Gli Archi, Bollati Boringhieri, 2003, ISBN 978-88-339-1101-4.
- The 'Hitler Myth'. Image and Reality in the Third Reich, Oxford, 1987-2001, ISBN 0-19-280206-2.
  -  Il «mito di Hitler». Immagine e realtà nel Terzo Reich, traduzione di V. Russo, Collana Nuova Cultura n. 65, Torino, Bollati Boringhieri, 1998, ISBN 978-88-339-1101-4. - Collana Saggi. Storia, Bollati Boringhieri, 2019, ISBN 978-88-339-3238-5.
- Hitler. A Profile in Power, London, Longman Group, 1991-2001.
  -  Hitler e l'enigma del consenso, traduzione di Nicola Antonacci, Collana Storia e Società, Roma-Bari, Laterza, 1991, ISBN 978-88-420-7887-6. - Nuova edizione rivista e aggiornata (2001), Collana Robinson. Letture, Laterza, 2004.
- "'Improvised genocide?' The Emergence of the 'Final Solution' in the 'Warthegau'", in Transactions of the Royal Historical Society, Vol. 2, Dicembre 1992, pp. 51–78.
- "Working Towards the Führer: Reflections on the Nature of the Hitler Dictatorship", in Contemporary European History, Vol. 2, n. 2, 1993, pp. 103–118; ristampato in The Third Reich, a cura di Christian Leitz, London, Blackwill, 1999, pp. 231–252, ISBN 0-631-20700-7.
- Hitler 1889–1936: Hubris, Harmondsworth, Middlesex, Penguin Group, 1998, ISBN 0-393-32035-9.
  -  Hitler 1889-1936, traduzione di Alessio Catania, Collana Saggistica, Milano, Bompiani, 1999, ISBN 978-88-452-4280-9.
- Hitler 1936–1945: Nemesis, Harmondsworth, Middlesex, Penguin Group, 2000, ISBN 0-393-32252-1.
  -  Hitler 1936-1945, traduzione di A. Catania, Collana Biografie, Milano, Bompiani, 2001, ISBN 978-88-452-4969-3.
- Making Friends with Hitler: Lord Londonderry and the British Road to War, London, 2004, ISBN 0-7139-9717-6.
  -  Gli amici di Hitler. Lord Londonderry e la Gran Bretagna verso la Seconda guerra mondiale, traduzione di A. Catania, Collana Saggi, Milano, Bompiani, 2005, ISBN 978-88-452-3462-0. - Collana Tascabili n.664, Milano-Firenze, 2023, ISBN 978-88-301-1901-7.
- “Europe's Second Thirty Years War”, in History Today, Vol. 55, n. 9, Settembre 2005, pp. 10–17.
- Fateful Choices: Ten Decisions That Changed the World, 1940-1941, London, 2007, ISBN 1-59420-123-4.
  -  Scelte fatali. Le decisioni che hanno cambiato il mondo, 1940-1941, traduzione di Giuseppe Bernardi, Collana Saggi, Milano, Bompiani, 2012, ISBN 978-88-452-6988-2. - Collana I Grandi Tascabili n.684, Milano-Firenze, Bompiani, 2024, ISBN 978-88-301-1907-9.
- Hitler, The Germans, and the Final Solution, Yale, 2008, ISBN 0-300-12427-9.
- Hitler, London, 2008, ISBN 1-84614-069-2. [edizione condensata dei 2 volumi Hitler 1889–1936 e Hitler 1936–1945]
  -  Hitler, traduzione di A. Catania, Collana Saggi, Milano, Bompiani, 2016, ISBN 978-88-452-8239-3.
- Luck of the Devil: The Story of Operation Valkyrie, London, Penguin Books, 2009, ISBN 0-14-104006-8.
  -  Operazione Valchiria, traduzione di A. Catania e A. Silvestri, Collana Tascabili. Saggi n.404, Milano, Bompiani, 2009, ISBN 978-88-452-6271-5. [testo estratto da Hitler 1936-1945]
- The End: Hitler's Germany 1944-45, London, Allen Lane, 2011, ISBN 0-7139-9716-8.
  -  La fine del Terzo Reich. Germania 1944-45, traduzione di Giancarlo Buzzi, Collana Saggi, Milano, Bompiani, 2013, ISBN 978-88-452-7511-1. - Collana Tascabili, Milano, Bompiani, 2016, ISBN 978-88-452-8243-0.
- To Hell and Back: Europe, 1914-1949, Allen Lane, 2015, ISBN 978-0-7139-9089-8.
  -  All'inferno e ritorno. Europa 1914-1949, Collana I Robinson. Letture, Roma-Bari, Laterza, 2016, ISBN 978-88-581-2580-9.
- Roller-Coaster: Europe, 1950-2017, London, Allen Lane, 2017.
  -  L'Europa nel vortice. Dal 1950 a oggi, traduzione di Giovanni Ferrara degli Uberti, Collana Biblioteca Storica, Roma-Bari, Laterza, 2020, ISBN 978-88-581-2783-4.
- Il ruolo di Hitler nell'Olocausto, in Storia della Shoah. La soluzione finale, III volume, pp. 71-101, in Corriere della sera inchieste, Milano, UTET-Corriere della Sera, 2019, ISSN 2038-0852 (WC · ACNP).
- L'uomo forte. Personalità e potere nell'Europa contemporanea (Personality and Power: Builders and Destroyers of Modern Europe, 2022), traduzione di A. Manna, Collana I Robinson. Letture, Roma-Bari, Laterza, 2022, ISBN 978-88-581-4606-4.

### Curatele
- Bolton Priory Rentals and Ministers; Accounts, 1473–1539, Leeds, 1969.
- Weimar. Why Did German Democracy Fail?, London, 1990, ISBN 0-312-04470-4.
- Stalinismo e nazismo. Dittature a confronto (Stalinism and Nazism: Dictatorships in Comparison, 1997), a cura di I. Kershaw e Moshe Lewin, Collana Biblioteca di storia, Roma, Editori Riuniti, 2002, ISBN 978-88-359-5181-0.
- The Bolton Priory Compotus 1286-1325, cura con David Smith, London, 2001.

## Riconoscimenti
- Nel 2000 vince il Wolfson History Prize con il libro Hitler, 1936–1945: Nemesis.

- Nel 2002 è stato nominato Knight Bachelor[2].

- Nel 2018 gli è stata assegnata la Médaille Charlemagne[3].